# Arorathrips
Arorathrips är ett släkte av insekter. Arorathrips ingår i familjen smaltripsar.
Kladogram enligt Catalogue of Life:
| Arorathrips | \| \| Arorathrips crassiscelis \| \| \| \| \| \| Arorathrips fulvus \| \| \| \| \| \| Arorathrips mexicanus \| \| \| \| \| \| Arorathrips spiniceps \| \| \| \| |
|             | \| \| Arorathrips crassiscelis \| \| \| \| \| \| Arorathrips fulvus \| \| \| \| \| \| Arorathrips mexicanus \| \| \| \| \| \| Arorathrips spiniceps \| \| \| \| |
|             | Arorathrips crassiscelis |
|             | |
|             | Arorathrips fulvus |
|             | |
|             | Arorathrips mexicanus |
|             | |
|             | Arorathrips spiniceps |
|             | |